# Divadlo Jiřího Myrona
Divadlo Jiřího Myrona je jedna ze scén Národního divadla moravskoslezského v Ostravě. Budova divadla je od 3. května 1958 kulturní památkou.

## Historie

### Výstavba
Na přelomu šedesátých a sedmdesátých let 19. století se začalo v Moravské Ostravě silněji projevovat národně osvobozenecké hnutí. Početná skupina technické inteligence, která v té době dorazila do města z Čech, se aktivně zasazovala o posilování českého jazyka. Např. důlní inženýr Josef Hýbner stál v roce 1877 u zrodu první české mateřské školy. Kromě toho do roku 1879 vedl zreformovanou Občanskou záložnu. Jiným významným činitelem byl Moravský klub v Moravské Ostravě, který zřizoval české školy, prosazoval jazykovou rovnoprávnost na úřadech a všeobecně podporoval kulturní a politická práva.
V květnu 1881 padl na jednání Občanské besedy návrh na postavení Národního domu. JUDr. František Chleborád, předseda Moravského klubu, jako první přispěl sto zlatými.
V listopadu 1891 Občanská beseda ustanovila stavební družstvo, jehož první valná hromada se konala v dubnu 1892. Jako vhodné místo pro stavbu bylo zvoleno vznikající náměstí naproti nedávno dokončené bazilice Božského Spasitele. Nový spolkový dům měl mj. obsahovat také společenský sál a další místnosti. Iniciativu spojenou s pořádáním sbírky vedl známý ostravský advokát Edmund Palkovský. Už v prosinci 1891 byl zakoupen od stavitele Františka Jurečky požadovaný pozemek.
Družstvo vyhlásilo konkurz na architekta, který vyhrál absolvent pražské techniky Josef Srb. Výzdoba dvorany byla svěřena výtvarníkovi pražského Národního divadla Robertu Holzerovi. Srb pojal novostavbu v podobě klasicizující novorenesanční budovy. Ačkoliv se návrh zdál být poněkud konvenční, vhodně se doplňoval s naproti stojícím svatostánkem a vytvářel tak předpoklad uceleného rozvoje dosud nehotového městského prostoru.
Stavba byla zahájena 27. června 1892 a již v listopadu 1893 byla dokončena přední část. Dne 2. prosince 1893 byla budova slavnostně vysvěcena a Národní dům byl včetně restaurace částečně zprovozněn pro veřejnost. Až do června 1894 pokračovaly dokončovací práce. Celkové náklady na výstavbu se vyšplhaly na 156 tisíc zlatých.
Slavnostní otevření ve dnech 16. a 17. června 1894 se stalo velkolepou národní slavností. Slavnostní akademie první den zahrnovala pásmo hudebních a pěveckých vystoupení. Zakončena byla komedií Ladislava Stroupežnického Paní mincmistrová v provedení ostravských ochotníků vedených Emanuelem Balcarem.

### Provoz
Skoro všechny české ostravské spolky nalezly v nové budově své místo. Mezi vzácné hosty patřil např. Tomáš Garrigue Masaryk, Jaroslav Vrchlický, Emil Holub či Václav Frič. Pořádaly se zde také četné výstavy Mikoláše Aleše, Františka Kupky, Josefa Václava Myslbeka, Maxe Švabinského a jiných. Z hudebních událostí lze připomenout např. koncerty Jana Kubelíka, České filharmonie či orchestru pražského Národního divadla. Ostravská kulturní scéna tak nalezla důstojné místo pro rozvoj. Inspirací se Národní dům stal pro ostravské Němce a Poláky, kteří si rovněž vybudovali svá kulturní centra. Německý dům byl otevřen v roce 1895 a Polský dům v roce 1900. Akce v těchto domech se posléze staly konkurencí českého domu.
V roce 1897 zde začal působit Spolek divadelních ochotníků v Moravské Ostravě, jehož vedoucím byl spisovatel František Sokol-Tůma. Na trase Ostrava–Brno začaly pendlovat známé divadelní soubory. Spolupráce s Ostravou byla tak úzká, že ostravská představení brněnských herců tvořila jakousi předsezonu brněnského divadla a diváci v Ostravě tak měli možnost celou řadu her zhlédnout v předstihu. V roce 1904 navštívila Ostravu ve dnech 16. a 17. března činohra pražského Národního divadla, která první den odehrála Kvapilovu hru Oblaka a druhý den Rýdlovu hru Navždy. Dalším pražským souborem byli divadelníci Vinohradského divadla, kteří v Ostravě hráli 16. a 17. května 1908.
Roku 1906 převzal budovu Spolek Národní dům, při kterém byla ustavena Umělecká beseda plnící funkci divadelního družstva. To začalo organizovat stálou českou scénu v Ostravě. První divadelní sezóna byla zahájena 16. září 1908 uvedením Smetanovy opery Prodaná nevěsta, poslední pak skončila operetou Cikánský baron dne 7. května 1919. Po tomto datu se Národní dům stal druhou scénou Národního divadla moravskoslezského. O rok později se však hrálo již jen v Městském divadle (nynější Divadlo Antonína Dvořáka), přičemž Národní dům sloužil pouze ke společenským účelům.
Od roku 1921 do roku 1939 zde sídlilo kino Kosmos. Po německé okupaci se musel český divadelní soubor pod názvem České divadlo moravskoostravské vrátit do původních prostor, kde hrál až do osvobození v roce 1945. Během druhé světové války musel Národní dům projít nutnou adaptací divadelního traktu. Adaptace skončily v lednu 1941 a již v únoru rekonstruované divadlo uvedlo operu Prodaná nevěsta.

## Současnost

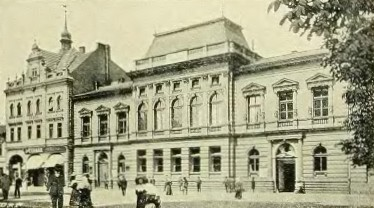
Historická budova divadla

Po osvobození začal Národní dům pod názvem Lidové divadlo sloužit jako druhá divadelní scéna Zemského divadla, později (v srpnu 1948) přejmenovaného na Státní divadlo v Ostravě. Roku 1954 byla budova přejmenována na Divadlo Jiřího Myrona na počest Jiřího Myrona, šestého ředitele Národního divadla moravskoslezského. V listopadu 1962 školská a kulturní komise Městského národního výboru v Ostravě rozhodla o zapsání budovy do tehdejšího státního seznamu kulturních památek.
Představení muzikálu Švejk dne 6. prosince 1976 bylo na několik let posledním, neboť v noci propukl požár, který značným způsobem poškodil budovu. Ostravský architekt Ivo Klimeš, který byl pověřen obnovou, zjistil, že ani oprava nedokáže uspokojit požadavky moderního divadelního provozu, proto bylo rozhodnuto o demolici torza staré budovy a výstavbě zcela nového zadního traktu. Původní přední trakt zůstal zachován. Návrh z roku 1979 obsahoval harmonické a jednoduché hmotové kompozice. Jeho inspirací se staly práce Hanse Scharouna a Alvara Aalta. Stavební povolení bylo vydáno 18. července 1980, stavět se začalo v srpnu a dokončení spojené se slavnostním zahájením provozu proběhlo 28. dubna 1986. První inscenací v novém divadle byl muzikál Petra Millera Štěstí pro Annu.
V současné době patří Divadlo Jiřího Myrona s 665 diváckými místy k největším divadelním scénám v České republice. Domovskou scénu poskytuje pro operetní, činoherní a baletní soubor Národního divadla moravskoslezského. Hlediště je uzpůsobeno pro návštěvníky na invalidním vozíku.